# 35ª Squadriglia
La 35ª Squadriglia del Servizio Aeronautico del Regio Esercito inizia le operazioni sul campo di Chiasiellis con aerei Voisin.

## Storia

### Prima guerra mondiale
La 35ª Squadriglia Voisin nasce nell'aprile 1916 sul campo volo di Padova e dopo essersi addestrata all'Aeroporto di Aviano il 1º maggio diventa operativa a Chiasiellis nel II Gruppo (poi 2º Gruppo volo) comandata dal Capitano di cavalleria Edoardo Carignani di Valloria che dispone di un osservatore, 6 piloti tra cui il Caporale Gaetano Aliperta, 6 osservatori tra cui i tenenti Giuseppe Bortolotti (militare) e Giovanni Pirelli (figlio di Giovanni Battista, fondatore dell'impresa omonima) e 7 Voisin III.
Aliperta eseguì la sua prima missione il 7 maggio insieme al capitano osservatore Bruto Polacco, con cui volò in coppia anche il giorno 25, quando eseguì una missione di ricognizione su Tolmino, riportando danni al motore causati da shrapnel. L'aereo si schiantò al suolo in località Olmeis, finendo contro un albero. Mentre egli fu sbalzato fuori dall'abitacolo, rimanendo illeso, Polacco riportò la frattura di una gamba.
Il 16 agosto va all'Aeroporto di Udine-Campoformido ed il 1º novembre 4 aerei bombardano Dornberg.
All'inizio del 1917 dispone di 9 piloti e 6 osservatori ed il 10 febbraio il Voisin del Sergente Ernesto Albano con Bortolotti rientra in emergenza dopo essere stato colpito su Tolmino dall'Hansa-Brandenburg C.I dal futuro Asso dell'aviazione Franz Gräser (18 vittorie) della Flik 2 che rivendica la prima vittoria volando con il Caporale Wenczel.
Il 16 marzo viene sciolta per vetustà del Voisin dopo 182 ricognizioni, 29 bombardamenti, 19 crociere e voli di caccia, 675 ore di volo di guerra, 1385 foto e 11 combattimenti aerei.
La 35ª Bis nasce nel mese di aprile al Centro Formazione Squadriglie dell'Aeroporto di Brescia-Ghedi su 9 Savoia-Pomilio SP.2 e Savoia-Pomilio SP.3 e dal 9 maggio entra nel XII Gruppo (poi 12º Gruppo caccia) per la 4ª Armata andando a Santa Giustina (Italia) in estate ma per problemi logistici le sue 2 Sezioni vanno a San Pietro in Campo di Belluno con la 48ª Squadriglia, andando a Santa Giustina il 28 giugno al comando del Cap. Fabio Jannoni che dispone di altri 8 piloti tra cui il Sottotenente Enrico Gadda e 4 osservatori.
Il 23 luglio va a Campoformido ed ai primi di agosto a Chiasiellis nel VI Gruppo (poi 6º Gruppo caccia) per l'VIII Corpo d'Armata della 2ª Armata.
Il 20 agosto il Ten. osservatore Umberto Nistri (futuro inventore dell'aerofotogrammetria italiana) ed il Sergente Carlo Fusar Poli vengono colpiti dal caccia austriaco dell'Asso dell'aviazione Godwin Brumowski.
Il 4 settembre 4 aerei bombardano Ternova e 2 Raunizza e dopo la Battaglia di Caporetto ripiega con 6 aerei a Campoformido, il 28 ottobre va con 4 aerei ad Aviano e dopo aver ceduto 3 aerei alla 36ª va a Ponte San Pietro.
Il 9 novembre avanza all'Aeroporto di Istrana con 3 aerei, 3 piloti e 3 osservatori prima di andare a Castello di Godego nel XII Gruppo.
Alla fine dell'anno dispone di 5 piloti e 3 osservatori. Nel 1917 ha svolto 221 voli di guerra con gli S.P.3.
All'inizio del 1918 arrivano 4 piloti e 2 osservatori iniziando il passaggio sul SIA 7b che crea alcuni problemi di volo ed in maggio arriva un Pomilio.
Il 14 maggio si sposta a Pian Camuno con 3 SIA ed il 19 giugno 8 aerei svolgono un attacco al suolo sul Piave ma un aereo rientra colpito dalla contraerea.
Il 20 giugno attacca ancora in massa le truppe sul Piave, il 23 giugno 3 aerei effettuano ancora il mitragliamento al suolo ma il 24 giugno versa i suoi 5 SIA che vengono radiati ed il 10 luglio la squadriglia si scioglie dopo aver svolto nel 1918 87 voli di guerra.
Durante il conflitto ha effettuato 502 voli di guerra.

### Il dopoguerra
Il 20 dicembre 1925 rinasce all'Aeroporto di Verona-Boscomantico nel XV Gruppo del 21º Stormo di Bologna della Regia Aeronautica sugli Ansaldo A.300.
Nel 1929 va a Bolzano e dal mese di maggio passa sugli IMAM Ro.1 sostituiti nell'agosto 1933 dagli Ro.1 bis.
Nel maggio 1937 passa sugli IMAM Ro.37.

### Seconda guerra mondiale
Nel giugno 1940 passa al 68º Gruppo del 21º Stormo Osservazione Aerea a Verona con 6 Ro.37 per l'Aviazione Ausiliaria per l'Esercito.
Nell'ambito della Campagna italiana di Grecia si sposta in Albania con 8 velivoli a Peqin dal 2 aprile 1941.
All'8 settembre 1943 era a Larissa nel LXXII Gruppo Autonomo Osservazione Aerea con 4 Caproni Ca.311 ed 1 Caproni Ca.313.